# Музей-квартира Сергея Образцова
Музе́й-кварти́ра Серге́я Образцо́ва — мемориальный музей, посвящённый творчеству режиссёра Сергея Образцова. Расположен в актёрском доме в Глинищевском переулке, где он проживал с 1938 по 1992 год. Музей был открыт в 2001 году по инициативе ближайших родственников Образцова — дочери Натальи, сына Алексея и внучки Екатерины. Здесь хранятся художественные произведения XVII—XX веков, механические театры-автоматы, куклы, ритуальные маски, а также обширная библиотека с книгами по истории театра.

## История
Сергей Образцов переехал в дом актёров в Глинищевском переулке в 1938 году. Помимо режиссёра здесь жили его коллеги из Большого театра: Владимир Немирович-Данченко, Марк Прудкин, Вера Марецкая и Иосиф Туманов.
В честь 100-летнего юбилея со дня рождения Образцова в 2001 году был открыт мемориальный музей. До 2012 года статус учреждения оставался под вопросом, так как квартира находилась в собственности жилищно-эксплуатационной конторы. В связи с официальным обращением Министерства культуры, музей был передан в федеральную собственность.
Отличительной особенностью мемориальной квартиры являются экспонируемые предметы. Екатерина Образцова отмечала:
Обычно ведь как, что такое музей-квартира - стул, на котором он сидел, ручка, которой он писал, трубка, которую он курил, кровать, на которой он спал. Это совершенно другого рода музей: человек собрал невероятную коллекцию за свою жизнь.
После смерти режиссёра в 1992 году на стене доме была установлена бронзовая мемориальная доска работы художника Михаила Успенского.

## Экспозиция

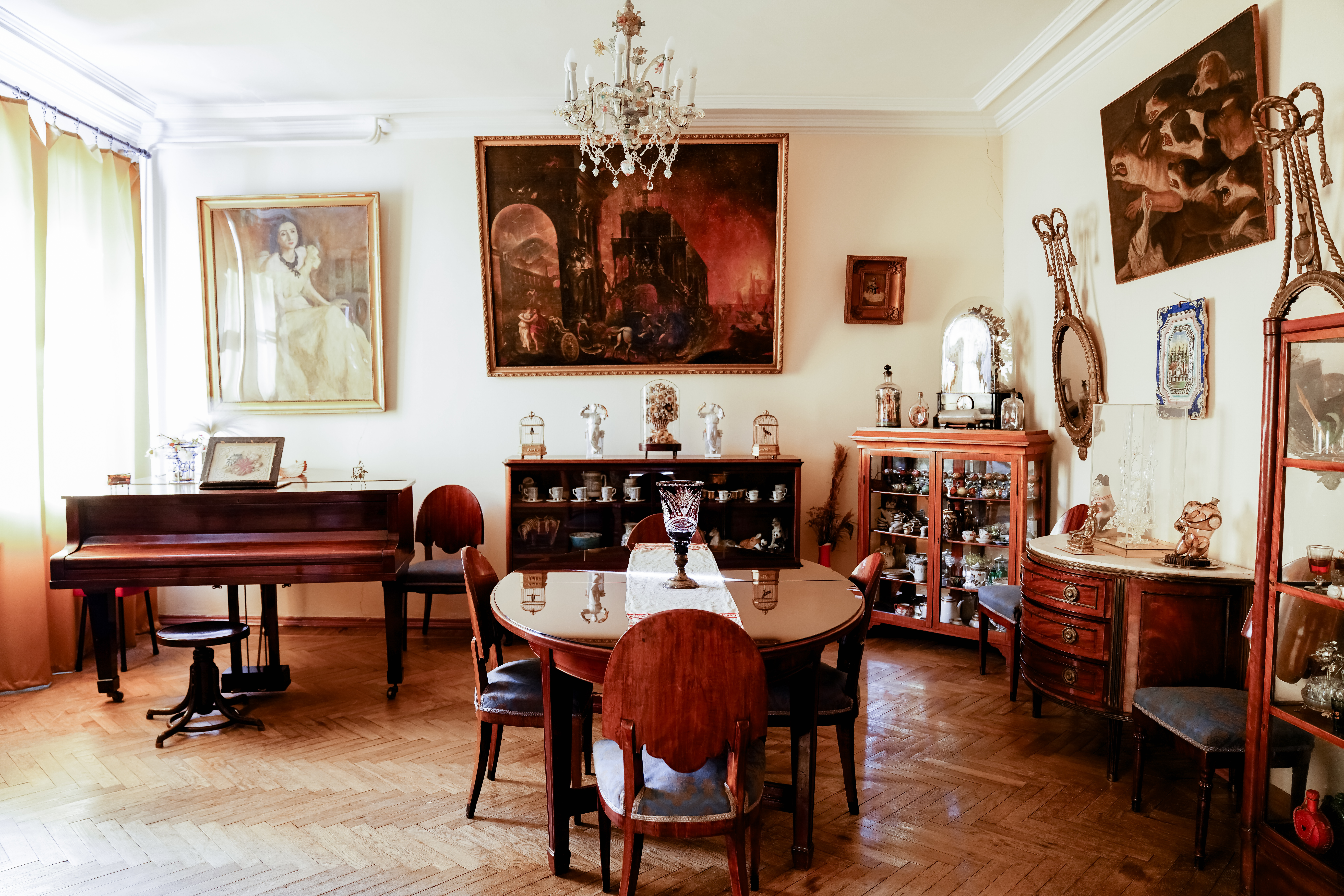
Гостиная в Мемориальной квартире С. В. Образцова

### Коллекция
Сам Образцов называл свою квартиру «кунсткамерой». Такое название она приобрела из-за обилия необычных вещей, коллекционированием которых он занимался. Побывав в 102 странах, режиссёр стремился привезти из каждой поездки диковинный предмет.
При входе в музей висит карнавальный лев из Китая, подаренный Образцову вместе с коллекцией фигур драконов в 1952 году.
Не знаю, ходят ли драконы по сегодняшнему Китаю и сохранились ли они в каких-нибудь национальных музеях. Во всяком случае, я рад, что этот шэньянский дракон находится в нашем музее. Да и не только он, а и большая коллекция китайских кукол, и огромные головы северных и южных львов. Все это было подарено мне в том же пятьдесят втором году.
Львов, о которых я хочу рассказать, нельзя прямо причислить к куклам, но и к маскам их тоже вроде бы не причислишь, потому что играют такого льва два человека. Нет, это все-таки кукла, анатомия которой создана из двух человеческих тел. В этом случае иначе как биомеханикой в мейерхольдовском понимании этого термина поведение такой куклы не назовешь.Сергей Образцов
Основная экспозиция музея представлена в стеллажных шкафах, стоящих по периметру мемориальной квартиры. Тут выставлены фигурки из сыра, формы для пряников из Голландии, глиняная композиция из жизни китайских крестьян, чучела птиц в декоративных клетках и флакончик, изнутри расписанный красками.

### Гостиная
В гостиной висят картины зарубежных художников, среди которых портрет жены Образцова Ольги Шагановой, работы Андрея Гончарова. Коллекцию необычных вещей пополняют механические театры-автоматы, музыкальные инструменты и редкие книги с автографами режиссёра.
На стенах гостиной висит собрание редких ручных работ XVIII—XIX веков: вышивка на голубом шёлке супруги императора Павла I Марии Фёдоровны из тонкой папиросной бумаги, бумажная картина помещицы Ушаковой, кошельки, вышитые волосами, а также графические изображения. В стеллаже стоит фигура канатоходца, которую Образцов привёз из Тегерана в 1943 году: будучи популярным исполнителем, он выступал на официальных переговорах трёх держав.
Одним из самых ценных экспонатов музея является французский столик XIX века, найденный Образцовым на улице. На нём изображены Наполеон I и его ближайшее окружение: Жозефина, Жозеф Феш, Франсуа Келлерман, Жан-Матье-Филибер Серюрье и другие. В соседнем шкафу стоят куклы Спейбла и Гурвинека, подаренные Образцову чешским кукольником Йозефом Скупой. Из-за критики немецкой оккупации в самом начале Второй мировой войны, Скупа был отправлен в концентрационный лагерь. После освобождения в 1946 году, он подарил Спейбла и Гурвинека своему другу Сергею Образцову.
Тут же выставлены кукла Буратино, приобретённая Ольгой Шагановой, и кукольный автомат «Обезьяний оркестр», сделанный в 1750 годах.
В этой же комнате располагается коллекция ритуальных масок, приобретённые Образцовым на блошином рынке в Париже, и рояль, на котором режиссёр и его гости исполняли романсы.

### Кабинет
В кабинете Образцова стоит бывший рабочий стол актёра. За этим столом он написал книги «По ступенькам памяти» и «Моя Кунсткамера», а также создал многочисленные сценарии и зарисовки к спектаклям. В шкафах, раставленных по периметру комнаты, хранятся книги из библиотеки, которую начал собирать ещё отец актёра — учёный Владимир Образцов. Здесь же экспонируются гитара режиссёра, на которой он исполнял любимые произведения, и семейные фотографии Образцова.
Коллекция музея насчитывает восемь шарманок. Среди них есть инструмент, сделанный семьёй Брудер в 1832 году, и волжская шарманка, построенная по принципу гармошки. У стены в гостиной стоит музыкальный трактирный автомат середины XIX века: бросая туда монету, посетители заведения наблюдали движение кукол под музыку.